# Enrico Kern
Enrico Kern (Schlema, 12 marzo 1979) è un allenatore di calcio ed ex calciatore tedesco, di ruolo attaccante.

## Carriera

### Giocatore

#### Club
In carriera ha totalizzato complessivamente 32 presenze e 7 reti nella prima divisione tedesca e 187 presenze e 47 reti nella seconda divisione tedesca.

#### Nazionale
Ha partecipato ai Mondiali Under-20 del 1999.